# Боб Гленденинг
Роберт Гленденинг (Вашингтон, 6. јун 1888 — 19. новембар 1940) био је енглески фудбалер, који је играо као крило за неколико енглеских клубова пре и непосредно после Првог светског рата. Касније је постао тренер у Холандији, укључујући и репрезентацију Холандије коју је предводио као селектор на светском првенству 1934.

## Клупска каријера
Каријеру је започео у матичном клубу Вашингтон Јунајтед пре него што је прешао у Барнсли негде пре 1910. Играо је у оба финала ФА купа до којих је Барнсли стигао, 1910. и 1912. године. У првом је Барнсли изгубио од Њукасл јунајтеда. Следеће сезоне у истом такмичењу је Барнсли победио, савладавши Вест Бромвич Албион голом у продужецима. The Guardian је похвалио његову игру у првом сусрету док је следеће године Гленденинг украо лопту од играча Вест Брома и додао је Харију Тафнелу како би овај други постигао погодак у последњим минутима продужетка.
Током играња у Болтону, за који је одиграо укупно 83 утакмице и био капитен клуба, Болтон је стигао до полуфинала ФА купа 1915. године, у којем су поражени од Шефилд јунајтеда. У сезони 1916–17, Гленденинг се појавио као гостујући играч у Бернлију. После рата играо је за Акрингтон Стенли.

## Тренерска каријера
По завршетку играчке каријере почео је да тренира и преселио се у Холандију. Имао је кратко време, само једну утакмицу, победу над Швајцарском резултатом 4-1, као селектор холандске репрезентације 1923. Затим је тренирао Конинклијке до 1928. године. Постао је стални селектор Холандије 1925. године, држећи обе позиције до Летњих олимпијских игара 1928. када је одлучио да се фокусира на национални тим. Остао је на челу Холандије до 1940. године, доводећи их до учешћа на светском првенству 1934. и 1938. Турнири би били разочарања с обзиром да је репрезентација оба пута у првом колу поражена, од Швајцарске резултатом 3–2, 1934, а затим од Чехословачке 3–0, 1938. године. Гленденинг је водио Холандију кроз 87 утакмица, уз 36 победа, 36 пораза и 15 ремија.
До октобра 2017. био је холандски национални селектор са највише победа. Поређења ради, једини холандски тренер Ринус Михелс који је освојио велики трофеј, Евро 1988, имао је 30 победа у 53 утакмице, током 18 година (1974. до 1992) са националним тимом. Марко ван Бастен је имао 35 победа у 48 утакмица пре него што је испао у четвртфиналној фази Еура 2008. Међутим, од свог трећег мандата, Дик Адвокат је сада остварио 37 победа из 62 утакмице.
Последња утакмица Гленденинга као менаџера била је победа над Белгијом резултатом 4–2 одиграна 21. априла 1940. Три недеље касније репрезентација Холандије је била у Луксембургу да игра свој следећи међународни меч, али утакмица никада није одиграна због немачке инвазије на Холандију. Умро је 19. новембра исте године. Сахрањен је у Болтону (Енглеска) где је Краљевски фудбалски савез Холандије одржавао и заменио његов надгробни споменик.

## Трофеји
Барнсли
- Освајач ФА купа : 1912 [3]
- Вице-шампион ФА купа: 1910[2]